# Sofonías Yacup
Sofonías Yacup Caicedo, más conocido como Sofonías Yacup (Guapi, 1895-Santiago de Cali, 10 de mayo de 1947) fue un jurista, político, escritor colombiano .
Líder político del litoral Pacífico afrocolombiano durante la primera mitad del siglo XX. Es el autor de «La primera noción de una intención narrativa... de la literatura del Pacífico... con la publicación del libro Litoral Recóndito... en 1934».

## Biografía
Su padre Juan Yacup era un comerciante libanés nacido en Beirut y su madre Felisa Caicedo una mujer afrocolombiana de Iscuande. Con su hermano Elías, quien fue un autodidacta, fueron «las primeras figuras políticas no blancas o mestizas que adquieren visibilidad regional y nacional» en la costa caucana.

## Estudios
Inició estudios de Derecho en la Universidad del Cauca; los continuó y se graduó de abogado en 1925 en la Sede Principal de la Universidad Libre (Colombia), año en el que también se recibieron de abogados en la misma universidad Alejandro Copete Mafla, Luis Andrés Gómez Santos, Edgardo Manotas Wilches y Julio Roberto Salazar Ferro.
En palabras de Sofonías Yacup, en entrevista concedida a José Gers:

La infancia la pasé en Guapi, nos dice el doctor Yacup. Los recuerdos infantiles me golpean la frente y me llenan el alma de nostalgia. Allí hice escuela primaria y secundaria. Los estudios universitarios, en Pasto, donde los padres Jesuitas y los Filipenses, de la orden de San Felipe Neri, afianzaron mi cultura humanística. Estudié filosofía bajo la dirección del teólogo y filósofo presbítero Benjamín Belalcázar , “uno de los pocos sabios que en el mundo han sido”. Doctor del Colegio Pio Latino, eminente entre los más eminentes de este país y quien en ese entonces era rector de la Universidad de Nariño. Los estudios profesionales los hice en la Universidad del Cauca, y, posteriormente, me gradué en derecho y ciencias políticas en la Universidad Libre de Bogotá.
José Gers

## Vida política
Entre los «dirigentes negros, adscritos al Partido Liberal», sobresalió Sofonías Yacup especialmente «Durante la década de los treinta del siglo XX». Yacup, «Entra en la historia como uno de los más distinguidos políticos Afrocolombianos... Se le recuerda porque abogó por mejorar la calidad de vida en la región del litoral pacífico y dar solución a sus principales problemas... como político fue respetado a nivel nacional». Como liberal fue un Liberal-progresista que formó parte en Colombia de los defensores del proteccionismo; su aporte fundamental dentro de su trabajo como parlamentario y líder político fue (como ya se dijo) la defensa de las reivindicaciones de la costa Pacífica colombiana, en especial, sus llamados a superar la discriminación racial producto de dicha desprotección.
Sofonías Yacup en la referida entrevista concedida a José Gers habla de su carrera política así:

La primera vez que asistí al parlamento fue de 1922 a 1923; la segunda de 1923 a 1924; la tercera, de 1929 a 1930 y la cuarta, de 1937 a 1939. Pero hay que advertir que mi representación por el Valle del Cauca, fue de 1923 a 1924. En otras ocasiones asistí por el Cauca y por Nariño y, como en mi concepción de que el representante no tiene sus funciones restringidas, en la Cámara trabajé por varios sitios del país con gran entusiasmo y muy especialmente por el Valle del Cauca.
José Gers

## Obra literaria
Escribió numerosos ensayos publicados en El Tiempo (Colombia) de Bogotá. A través de sus escritos se puede observar que «su lucha intelectual se orientó en dar a conocer de modo profundo las penurias y frustraciones del litoral Pacífico Colombiano de una manera densa y concreta».
Sus dos libros de mayor renombre son:
- El litoral recóndito, publicado en 1934; libro a través del cual se corre «en parte el velo del colonialismo» permitiendo «entender y la situación de marginalidad y exclusión de la región».[10] El libro «ha sido objeto de varias reediciones y se sigue leyendo en Quibdó, Barbacoas, Guapi y Buenaventura».[11]
- La institución del jurado, publicado en 1936.